# Джон Торторелла
Джон Торторелла (англ. John Tortorella, нар. 24 червня 1958, Бостон) — американський хокеїст, що грав на позиції крайнього нападника. Згодом — хокейний тренер.

## Ігрова кар'єра
Професійну хокейну кар'єру розпочав 1982 року витсупами за команду університету Мену.
Усю професійну клубну ігрову кар'єру, що тривала 5 років, провів, захищаючи кольори команди «Вірджинія Лансерс» (Атлантична хокейна ліга).

## Тренерська робота

### Клубна
Тренерську роботу розпочав у 1995 році в АХЛ тренуючи «Рочестер Американс» з яким у 1996 здобув Кубок Колдера. 
1999 року розпочав тренерську роботу в НХЛ. Зокрема виконував обов'язки головного тренера «Нью-Йорк Рейнджерс». 
У сезоні 2000–01 виконував обов'язки головного тренера «Тампа-Бей Лайтнінг», здобувши 12 перемог у 43 матчах, клуб не потрапив до плей-оф. Взагалі семирічний період перебування в Тампі один з найкращих в кар'єрі Джона в сезоні 2003–04 команда під його керівництвом здобула Кубок Стенлі. Правда після цього «громовержці» двічі програли в першому раунді плей-оф, а в сезоні 2007–08 взагалі не вийшли у плей-оф, наслідком чого стало звільнення з посади головного тренера. 
23 лютого 2009 Джон очолив «Нью-Йорк Рейнджерс» за п'ять сезонів в якому він чотири рази виводив команду до плей-оф, після поразки в серії 1:4  від «Бостон Брюїнс» його було звільнено.
Один сезон він очолював «Ванкувер Канакс». Регулярний сезон команда завершили поза зоною плей-оф і як наслідок знову звільнення з посади.
21 жовтня 2015 Торторелла очолив «Колумбус Блю-Джекетс». За підсумками регулярного чемпіонату НХЛ 2015–16 команда посіла 8-е місце в Столичному дивізіоні. За шість сезонів роботи на чолі «Блю-Джекетс» Джон чолтири рази виводів «сині жакети» в плей-оф але другого раунду команда на проходила.
З сезону 2022–23 очолює команду «Філадельфія Флаєрс». 29 грудня 2023 року Торторелла провів 1500 гру в НХЛ ставши першим американцем, який досяг такого результату. За підсумками першого сезону «льотчики» не вийшли у плей-оф.

### Збірна
У сезоні 2008—2009 був асистентом головного тренера Пітера Лавіолетта, який очолював національну збірну США на чемпіонаті світу 2008, де американці посіли шосте місце.
Як головний тренер очолював збірну на Кубку світу 2016, американці посіли 7-е місце.

## Нагороди та досягнення
- Володар Кубка Колдера, як головний тренер «Рочестер Американс» — 1996.
- Володар Кубка Стенлі, як головний тренер «Тампа-Бей Лайтнінг» — 2004.

## Тренерська статистика
| Команда | Сезон      | Регулярний сезон | Регулярний сезон | Регулярний сезон | Регулярний сезон | Регулярний сезон | Регулярний сезон | Регулярний сезон       | Плей-оф | Плей-оф | Плей-оф | Плей-оф                                    |
| Команда | Сезон      | І                | В                | П                | Н                | ПОТ              | О                | Результат              | В       | П       | %В      | Результат                                  |
| ------- | ---------- | ---------------- | ---------------- | ---------------- | ---------------- | ---------------- | ---------------- | ---------------------- | ------- | ------- | ------- | ------------------------------------------ |
| НЙР     | 1999–2000* | 4                | 0                | 3                | 1                | -                | 1                | 4-е в АД (73 О)        | –       | –       | –       | не вийшли у плей-оф (віконувач обов'язків) |
| ТБ      | 2000–01*   | 43               | 12               | 17               | 1                | 3                | 28               | 5-е в ПСД (59 О)       | –       | –       | –       | не вийшли у плей-оф (віконувач обов'язків) |
| ТБ      | 2001–02    | 82               | 27               | 40               | 11               | 4                | 69               | 3-є в ПСД              | –       | –       | –       | не вийшли у плей-оф                        |
| ТБ      | 2002–03    | 82               | 36               | 25               | 16               | 5                | 93               | 1-е в ПСД              | 5       | 6       | .455    | програш у другому раунді (НД)              |
| ТБ      | 2003–04    | 82               | 46               | 22               | 8                | 6                | 106              | 1-е в ПСД              | 16      | 7       | .696    | Здобув Кубок Стенлі (КЛГ)                  |
| ТБ      | 2005–06    | 82               | 43               | 33               | -                | 6                | 92               | 2-е в ПСД              | 1       | 4       | .200    | Поразка в першому раунді (OTT)             |
| ТБ      | 2006–07    | 82               | 44               | 33               | -                | 5                | 93               | 2-е в ПСД              | 2       | 4       | .333    | Поразка в першому раунді (НД)              |
| ТБ      | 2007–08    | 82               | 31               | 42               | -                | 9                | 71               | 5-е в ПСД              | –       | -       | -       | не вийшли у плей-оф (звільнений)           |
| НЙР     | 2008–09    | 21               | 12               | 7                | -                | 2                | 26               | 4-е в АД (95 О)        | 3       | 4       | .429    | Поразка в першому раунді (ВАШ)             |
| НЙР     | 2009–10    | 82               | 38               | 33               | -                | 11               | 87               | 4-е в АД               | -       | -       | -       | не вийшли у плей-оф                        |
| НЙР     | 2010–11    | 82               | 44               | 33               | -                | 5                | 93               | 3-є в АД               | 1       | 4       | .200    | Поразка в першому раунді (ВАШ)             |
| НЙР     | 2011–12    | 82               | 51               | 24               | -                | 7                | 109              | 1-е в АД               | 10      | 10      | .500    | програш у фіналі конференції («НДД»)       |
| НЙР     | 2012–13    | 48               | 26               | 18               | -                | 4                | 56               | 2-е в АД               | 5       | 7       | .417    | Поразка в 2-у раунді (БОС) (звільнений)    |
| ВАН     | 2013–14    | 76               | 34               | 31               | -                | 11               | 79               | 5-е у ТД (83 О)        | -       | -       | -       | не вийшли у плей-оф (звільнений)           |
| КБД     | 2015–16*   | 75               | 34               | 33               | -                | 8                | 76               | 8-е СД (76 О)          | -       | -       | -       | не вийшли у плей-оф                        |
| КБД     | 2016–17    | 82               | 50               | 24               | —                | 8                | 108              | 3-є СД (108 О)         | 1       | 4       | .200    | Поразка в 1-у раунді (ПІТ)                 |
| КБД     | 2017–18    | 82               | 45               | 30               | —                | 7                | 97               | 4-е СД (97 О)          | 2       | 4       | .333    | Поразка в 1-у раунді (ВАШ)                 |
| КБД     | 2018–19    | 82               | 47               | 31               | —                | 4                | 98               | 4-е СД (98 О)          | 6       | 4       | .617    | Поразка в другому раунді (БОС)             |
| КБД     | 2019–20    | 70               | 33               | 22               | —                | 15               | 81               | 5-е СД (81 О)          | 1       | 4       | .200    | Поразка в першому раунді (ТБЛ)             |
| КБД     | 2020–21    | 56               | 18               | 26               | —                | 12               | 48               | 8-е ЦД (48 О)          | -       | -       | -       | не вийшли у плей-оф                        |
| ФІЛ     | 2022–23    | 82               | 31               | 38               | —                | 13               | 75               | 7-е СД (75 О)          | -       | -       | -       | не вийшли у плей-оф                        |
| Усього  | Усього     | 1465             | 704              | 579              | 37               | 145              | 1386             | 3 перемоги в дивізіоні | 52      | 58      | .448    | 1 Кубок Стенлі 12 виходів до плей-оф       |

* – неповний сезон